# Elezioni parlamentari in Uzbekistan del 2014-15
Le elezioni parlamentari in Uzbekistan del 2014-15 si tennero il 21 dicembre (primo turno) e il 4 gennaio (secondo turno) per il rinnovo della Camera legislativa.

## Risultati
| Liste                                                         | Seggi       | Seggi         | Seggi  |
| Liste                                                         | Primo turno | Secondo turno | Totale |
| ------------------------------------------------------------- | ----------- | ------------- | ------ |
| Partito Liberale Democratico dell'Uzbekistan                  | 47          | 5             | 52     |
| Partito Democratico dell'Uzbekistan «Ricostruzione Nazionale» | 28          | 8             | 36     |
| Partito Democratico Popolare dell'Uzbekistan                  | 21          | 6             | 27     |
| Partito Socialdemocratico della Giustizia                     | 17          | 3             | 20     |
| Movimento Ecologico (di diritto)                              | N.D.        | N.D.          | 15     |
| Totale                                                        | 113         | 22            | 150    |